# جيرالد سنايدر
جيرالد سنايدر (بالإنجليزية: Gerald Snyder)‏ هو لاعب كرة قدم أمريكية أمريكي، ولد في 6 أغسطس 1905، وتوفي في 28 يونيو 1983.